# Sapindus mukorossi
Espèce
Synonymes
- Sapindus utilis Trab.[2]

Sapindus mukorossi est une espèce d'arbres de la famille des Sapindaceae. Le fruit est communément connu comme Noix de lavage (washnut) ou bien comme celui du Savonnier indien (Indian Soapberry), et, comme les autres espèces dans le genre Sapindus, on l'appelle Savonnier ou l’arbre à savonnette, pour ses noix de savon . Il est également originaire de l'Ouest de la côte Maharashtra–Konkan, et de Goa en Inde. Sapindus mukorrossi, connu sous le nom de ritha ou arbre reetha au Népal,, C'est un arbre à feuilles caduques, qui  pousse dans les contreforts inférieurs et les zones médianes de l'Himalaya, jusqu'à une altitude de 1200 mètres. Il est raisonnablement tolérant  à la mauvaise qualité du sol, ils peuvent être plantés autour des habitations des agriculteurs, et l'un de ces arbres "ritha"  peut produire de 30 à 35 kg de fruits par an.

## Description
L’arbre, d’une dizaine de mètres de haut, a une écorce grisâtre qui se fissure avec l’âge. Son port et élancé, compact et dense, à cime arrondie. Son feuillage, persistant à l’origine est caduc en Europe , vert foncé, mat virant au jaune d'or à l'automne. Les feuilles sont pennées de 20 à 50 cm, à 8 ou 13 folioles alternes oblongues-lancéolées. La floraison a lieu de la fin du printemps à l'été (mai à juillet), les fleurs jaunes sont minuscules (+ ou - 3 mm) à 5 pétales et de nombreuses étamines qui sont réunies en panicules axillaires terminaux.
Les fruits petits globuleux, non comestibles jaunes verdâtres, à maturité virent à l'orange translucide et sont collants. Ces fruits saponifères sont appelés 'noix de lavage'. À l’intérieur de la coque, une graine toxique noire et brillante. La première fructification n'a lieu que sur des arbres adultes vers les 7 à 10 ans.

## Utilisations

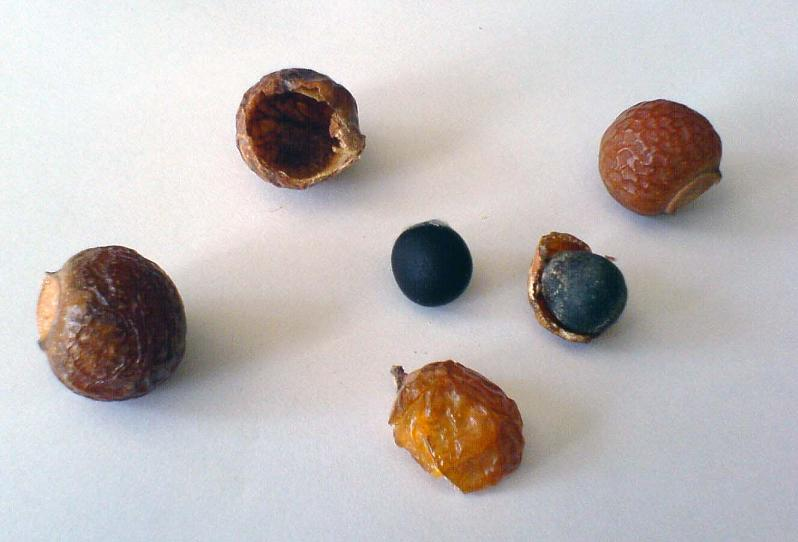
Fruits de l'arbre "savonnette"

La valeur de l'arbre provient principalement de ses fruits, qui peuvent être utilisés à de nombreuses fins pharmacologiques et de nettoyage, y compris, mais sans s'y limiter, à celles décrites ci-dessous.

### Nettoyant/insecticide
La noix contient des composés de saponine, qui lui confère des propriétés nettoyantes naturelles, et, par conséquent, la noix peut être utilisé comme shampoing pour le lavage des cheveux, et aussi de la peau et des vêtements. Ces saponines sont également utiles comme les insecticides, à des fins telles que la suppression des poux de tête hors du cuir chevelu.

### Médicinal
Upadhyay et Singh  ont suggéré que la noix de savon peut également être utilisée comme remède naturel pour de nombreux problèmes de santé, tels que le traitement des migraines, ou à des fins dermatologiques, telles que l’utilisation des graines pour éliminer les impuretés comme les boutons.

### Tensioactif
Les méthodes d'extraction de la quantité maximale de pétrole provenant des réserves pétrolières existantes sont devenues un objectif scientifique dans un monde devenu trop dépendant aux combustibles fossiles. Les chercheurs ont constaté que le fruit du ritha peut être utilisé dans une technique de récupération assistée du pétrole. Plus précisément, Chhetri, Watts, Rahman et Islam (2009) ont constaté que des extraits de noix de savon pouvaient être utilisés comme tensioactif organique naturel (surfactant) pour accroître la mobilité du pétrole dans les gisements. De plus, les chercheurs ont démontré que la noix de savon pouvait être utilisé comme surfactant naturel pour le lavage de l'arsenic à partir de sols riches en fer.